# إميليا (إيطاليا)

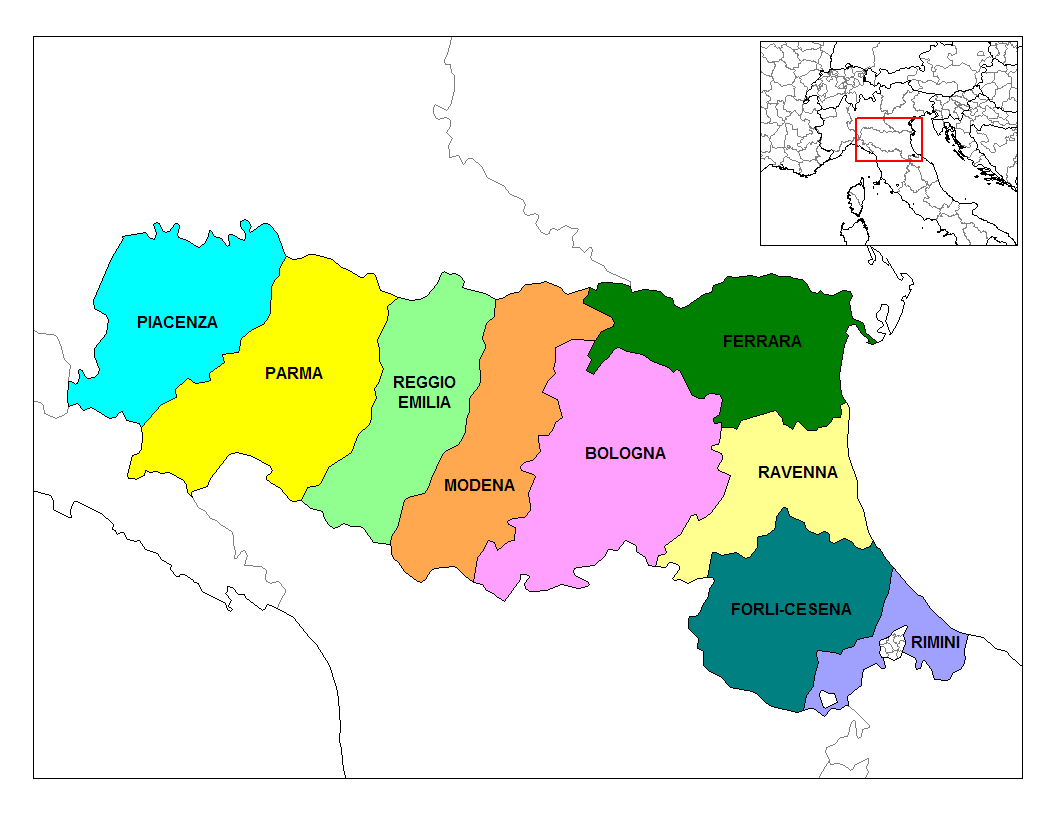

إميليا منطقة التاريخية في شمال إيطاليا ، التي تشكل مع منطقة رومانيا إقليم إميليا رومانيا.
استمد اسمها من الطريق الروماني فيا إيميليا الذي أنشأه القنصل الروماني إميليوس ليبيدوس لربطها مدينتي ريميني وبياتشنسا.